# Зоринське
Зо́ринське (рос. Заринское) — село у складі Біловського округу Кемеровської області, Росія.

## Населення
Населення — 579 осіб (2010; 657 у 2002).
Національний склад (станом на 2002 рік):
- росіяни — 97 %